# Hector van Bouricius
Hector van Bouricius était un juriste et diplomate frison, né vers 1592 à Leeuwarden et mort le 3 janvier 1636 à Franeker.

## Biographie

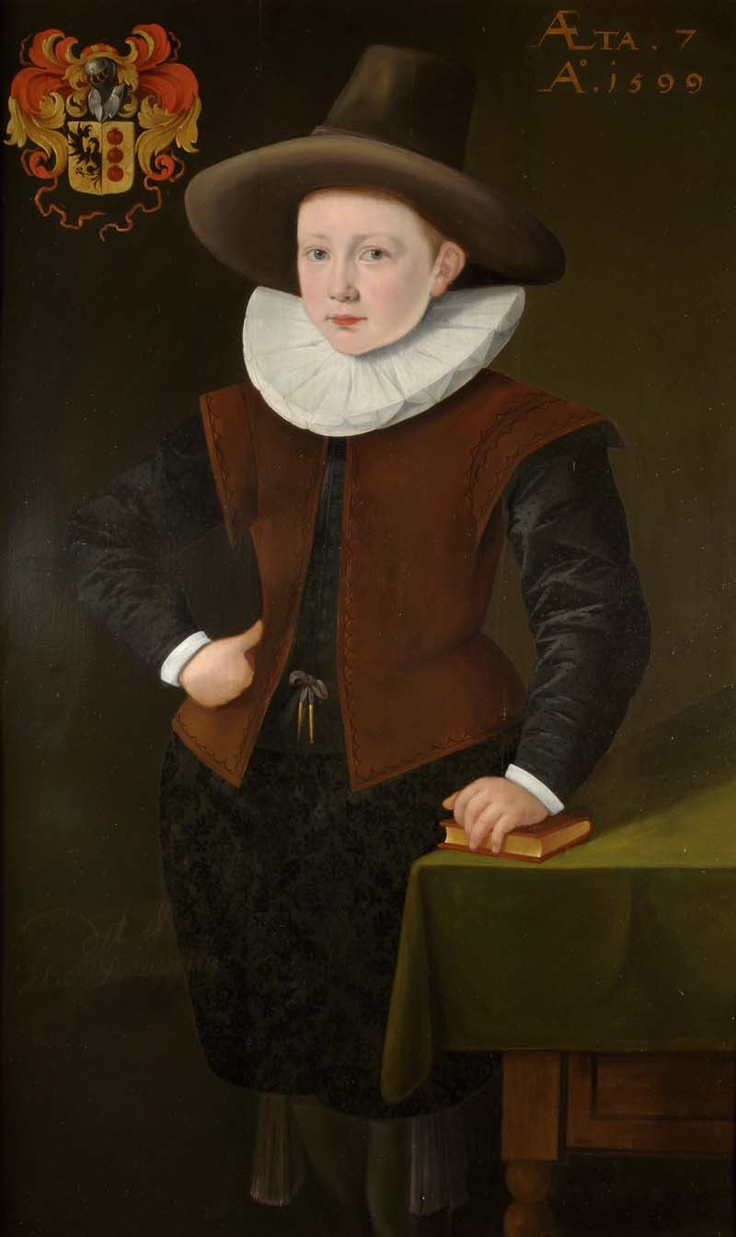
Portrait enfant d'Hector van Bouricius.

Hector van Bouricius est le fils cadet de Jacobus Hansz. (van) Bouricius et de Jacobus sa deuxième épouse. Hector porte le prénom du deuxième mari de sa mère, Hector van Aytta (un cousin de Viglius van Aytta). Il épouse, le 19 juillet 1618, la fille de Gellius Hillema. Il est le père de la poétesse Eelckje van Bouricius (nl).
En 1608, il s'inscrit comme étudiant en philosophie et en droit à l'Université de Franeker. Il y reçoit l'enseignement de Marcus Lycklama à Nijeholt et de Timaeus Faber. En mars 1610, à l'âge de 17 ans, il entreprend une peregrinatio academica (voyage d'études à l'étranger) de deux ans et obtient son baccalauréat en droit la même année. Il effectue ensuite une tournée en France, obtenant son master à Orléans, ce qui en fait un Master of Law. Après avoir obtenu son doctorat, il se rend en Angleterre où il se lie d'amitié avec Isaac Casaubon. Ils s'écrivent régulièrement jusqu'à la mort de Casaubon en 1614.
À son retour en Frise, il prête serment en tant qu'avocat devant la Cour de Frise en mai 1612 et exerce cette profession jusqu'en 1620, après quoi il devient professeur à l'Université de Franeker, avant de démissionner du poste de professeur en 1624 et le poste de registraire à la Cour de Frise. En 1626, il succède à son beau-père, récemment décédé, comme conseiller à la Cour de Frise. Par la suite, il est envoyé à La Haye comme député ordinaire. Cette position n'est pas tout à fait son goût, mais il l'occupe néanmoins pendant plusieurs années. En tant que délégué frison, il participe aux négociations entre la province de Frise et les États généraux sur la pression du quota de Frise. Cependant, les négociations n'aboutissent pas et l’exposition d'armes met fin au conflit.
Il meurt le 3 janvier 1636 à l'âge de 43 ans et est enterré dans la crypte de l'Oldehoofsterkerkhof à Leeuwarden. Les plaques de plomb gravées des boîtes ont été retirées lors de fouilles archéologiques en 1968 et font désormais partie de la collection du Fries Museum (en) à Leeuwarden.

## Publications
- Dissertationes Academicae. Quibus accedit Lectionum Juris Liber, quo varia Juris Civilis loca, pruecipue in Institutionibus Justiniani Imperatoris, explicantur, Amst. et Franeq. 1612
- Oratio anniversaria dicta honori Isaaci Casauboni, Additae sunt ejusdem epistolae, Leov. 1615 (ter nagedachtenis aan Isaac Casaubon)
- Carmen funebre in obitum Gisberti Bouricii, Icti et Advocati, Leov. 1618, (ter nagedachtenis aan zijn broer Gijsbert)
- Oratio de origine, progressu et laudibus jurisprudentiae Romanae, Fran. 1620 (opgedragen aan zijn leermeester Timaeus Faber)
- Oratio de Ambitu, sive Dissertatio ad Legem Juliam, Franeq. 1623
- Oratio funebris in obitum Timaei Fabri, Franeq. 1623

## Littérature
- Biographisch woordenboek der Nederlanden. Deel 2. Derde en vierde stuk(1855)–A.J. van der Aa